# Pedro Henrique Rodrigues
Pedro Henrique Rodrigues, né le 18 juin 1999, est un athlète brésilien spécialiste du lancer du javelot.

## Biographie
Il se classe 5e des championnats du monde juniors 2018 et 3e des championnats d'Amérique du Sud espoirs 2018.
En 2021, dans la catégorie senior, il décroche la médaille de bronze lors des championnats d'Amérique du Sud à Guayaquil. L'année suivante, il termine deuxième des championnats ibéro-américains derrière le Portugais Leandro Ramos.
Il est sacré champion d'Amérique du Sud en 2023 à São Paulo avec la marque de 80,26 m et se classe deuxième des Jeux panaméricains à Santiago où il s'incline devant l'Américain Curtis Thompson
Le 12 mai 2024 à Cuiabá au cours des championnats ibéro-américains qu'il remporte, il établit un nouveau record d'Amérique du Sud avec 85,11 m, améliorant de 41 cm la marque du Paraguayen Édgar Baumann établie en 1999. 

## Palmarès
| Date | Compétition                    | Lieu      | Résultat | Marque  |
| ---- | ------------------------------ | --------- | -------- | ------- |
| 2021 | Championnats d'Amérique du Sud | Guayaquil | 3e       | 73,57 m |
| 2022 | Championnats ibéro-américains  | La Nucia  | 2e       | 80,74 m |
| 2023 | Championnats d'Amérique du Sud | São Paulo | 1er      | 80,26 m |
| 2023 | Jeux panaméricains             | Santiago  | 2e       | 78,45 m |
| 2024 | Championnats ibéro-américains  | Cuiabá    | 1er      | 85,11 m |

## Records
| Épreuve           | Temps        | Lieu   | Date        |
| ----------------- | ------------ | ------ | ----------- |
| Lancer du javelot | 85,11 m (AR) | Cuiabá | 12 mai 2024 |